# Otto Gerlach (Maler)

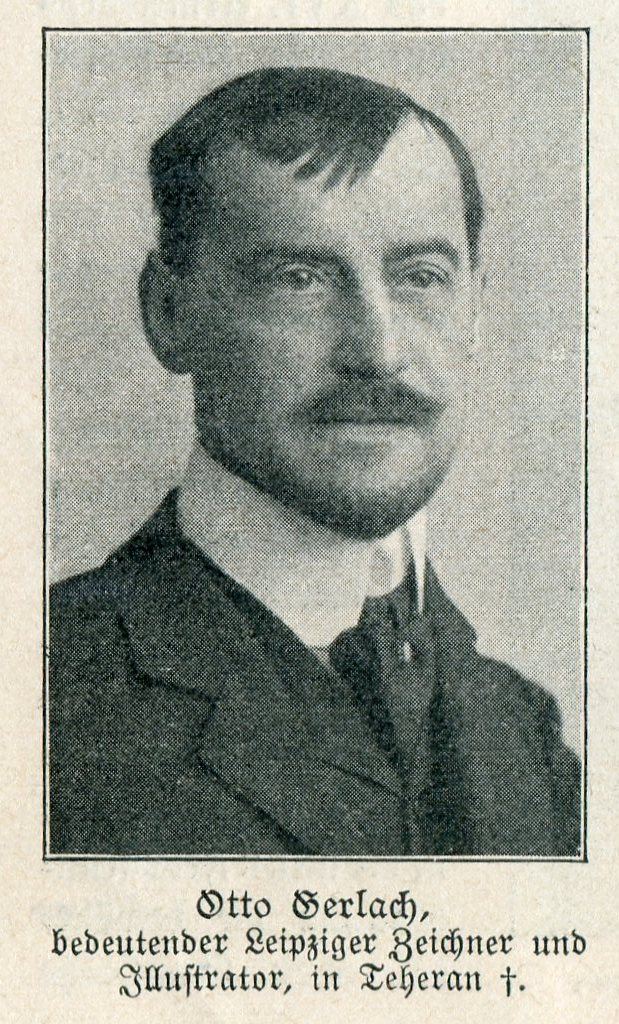
Otto Gerlach 1908

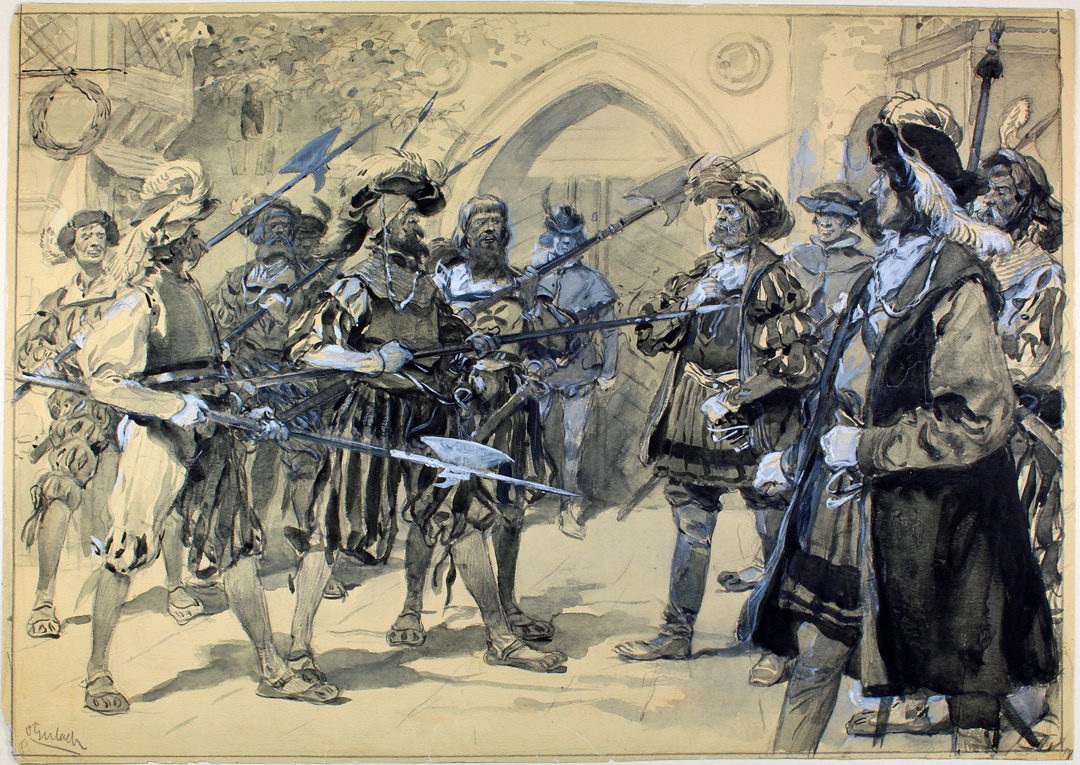
Keinen Schritt Weiter!, Aquarell, um 1890

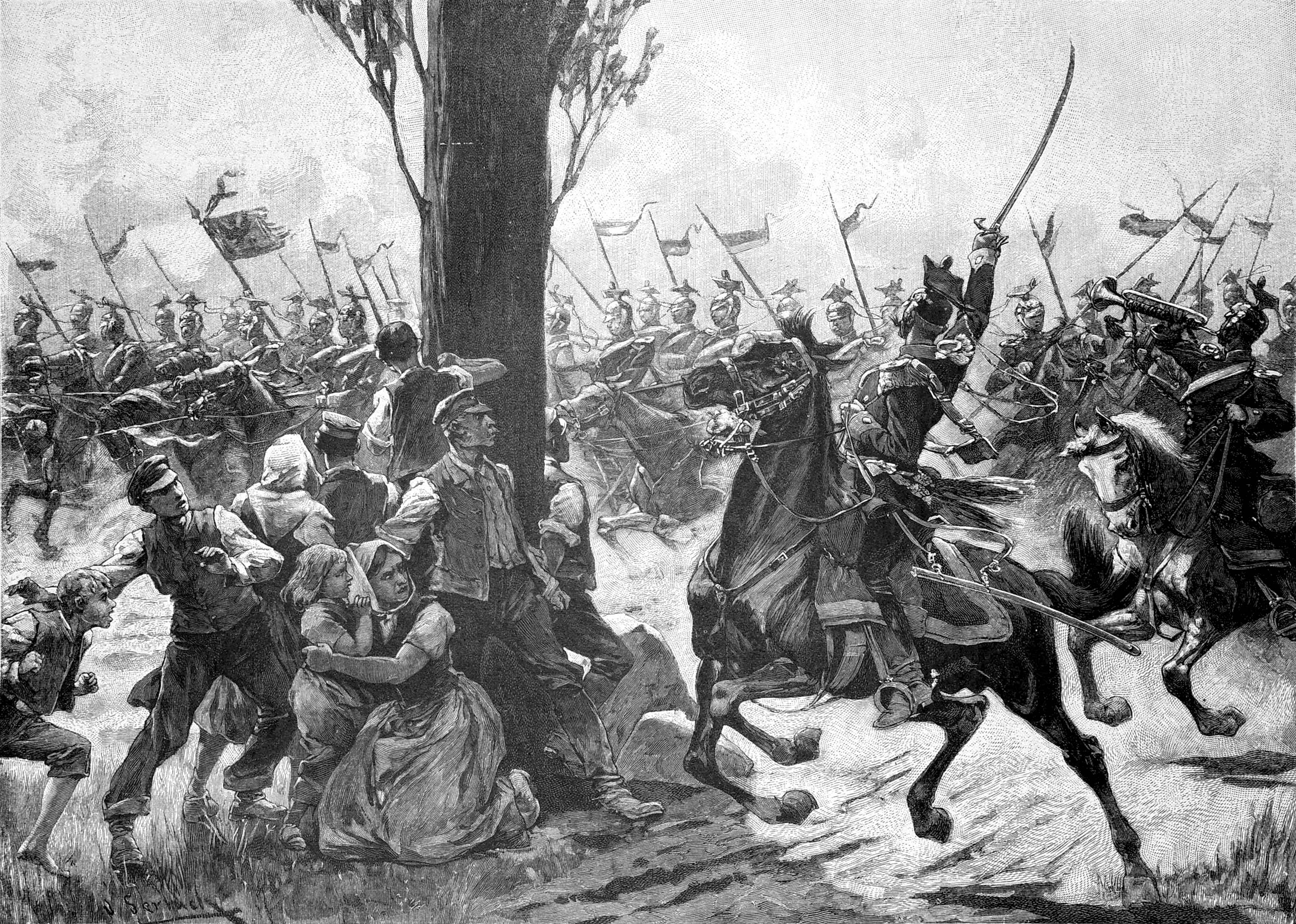
Gefährlicher Augenblick im Manöver, 1891

Otto Gerlach (* 8. August 1862 in Leipzig; † 15. August 1908 in Teheran) war ein deutscher Maler, Zeichner und Illustrator.

## Leben
Gerlach studierte an der Königlichen Kunstakademie und Kunstgewerbeschule Leipzig bei Ludwig Nieper und ab 1884 an der Königlich Preußischen Akademie der Künste Berlin bei Anton von Werner, Otto Brausewetter und Horn.
Gerlach wurde 1889 im Auftrag der Illustrirten Zeitung in Leipzig als Zeichner auf der Pariser Weltausstellung tätig. Er erhielt auch Aufträge von Le Monde illustré und blieb in Paris bis 1891.
Im Jahre 1898 besuchte er mit deutschen Journalisten Dalmatien und andere Länder an der adriatischen Küste sowie London und im Jahre 1906 die Mailänder Weltausstellung.
Er lieferte viele Illustrationen an die Zeitschrift Die Gartenlaube, überwiegend jedoch für die Illustrirte Zeitung. Seine Illustrationen zeigten oft Szenen aus dem Soldatenleben sowie Kriegsereignisse, auch in fernen Ländern. Er illustrierte auch zahlreiche Bücher der Unterhaltungsliteratur. Als Maler schuf er nur wenige Werke, bekannt sind nur vier Supraporten im Barockschloss Wachau.
Er starb in Teheran an Typhus während einer von Rudolf Zabel organisierten Automobilexpedition nach Persien, die er als Zeichner für die Illustrirte Zeitung begleitete.

## Illustrierte Bücher (Auswahl)
- Eufemia von Adlersfeld-Ballestrem: Komtesse Käthe. Humoresken
- Brigitte Augusti: Gertruds Wanderjahre
- Georg Bötticher: Das lustige Jena (1895)
- Ferdinand Bonn: Der ewige Hochzeiter
- Friedrich Meister: Die Schatzsucher im Eismeer (1895)
- Hermann Müller-Bohn: Die stumme Schuld (1901)